# Svetlana Pauliukaitė
Svetlana Pauliukaitė est une coureuse cycliste lituanienne née le 31 juillet 1985 à Mosėdis.

## Palmarès sur piste

### Jeux olympiques
- Pékin 2008
  - 12e de la poursuite
  - 12e de la course aux points

### Championnats du monde
- Pruszków 2009
  - 5e de la poursuite par équipes (avec Vilija Sereikaitė et Aušrinė Trebaitė)
  - 6e de la course aux points
- Ballerup 2010
  - 21e du scratch
- Apeldoorn 2011
  - 21e de la poursuite
- Melbourne 2012
  - 16e de la course aux points

### Championnats nationaux
- 2006
  -  Championne de Lituanie de la course aux points

## Palmarès sur route[1]
- 2005
  -  Championne de Lituanie du contre-la-montre
- 2012
  - 2e du championnat de Lituanie sur route